# Leigné-les-Bois
Leigné-les-Bois ist eine französische Gemeinde mit 565 Einwohnern (Stand: 1. Januar 2022) im Département Vienne in der Region Nouvelle-Aquitaine (vor 2016: Poitou-Charentes); sie gehört zum Arrondissement Châtellerault und zum Kanton Châtellerault-3 (bis 2015: Kanton Pleumartin). Die Einwohner werden Leignéens genannt.

## Lage
Leigné-les-Bois liegt etwa zwölf Kilometer ostsüdöstlich von Châtellerault. An der östlichen Gemeindegrenze verläuft das Flüsschen Luire, mehrere ihrer Zuflüsse durchqueren das Gemeindegebiet. Nachbargemeinden von Leigné-les-Bois sind Coussay-les-Bois im Norden, Pleumartin im Osten, Chenevelles im Süden und Südwesten sowie Senillé-Saint-Sauveur im Westen und Nordwesten.

## Bevölkerungsentwicklung
| Jahr                      | 1962 | 1968 | 1975 | 1982 | 1990 | 1999 | 2006 | 2013 |
| Einwohner                 | 631  | 578  | 519  | 509  | 500  | 465  | 557  | 570  |
| Quelle: Cassini und INSEE |      |      |      |      |      |      |      |      |

## Sehenswürdigkeiten
- Kirche Saint-Rémi aus dem 11. Jahrhundert, seit 1939 Monument historique

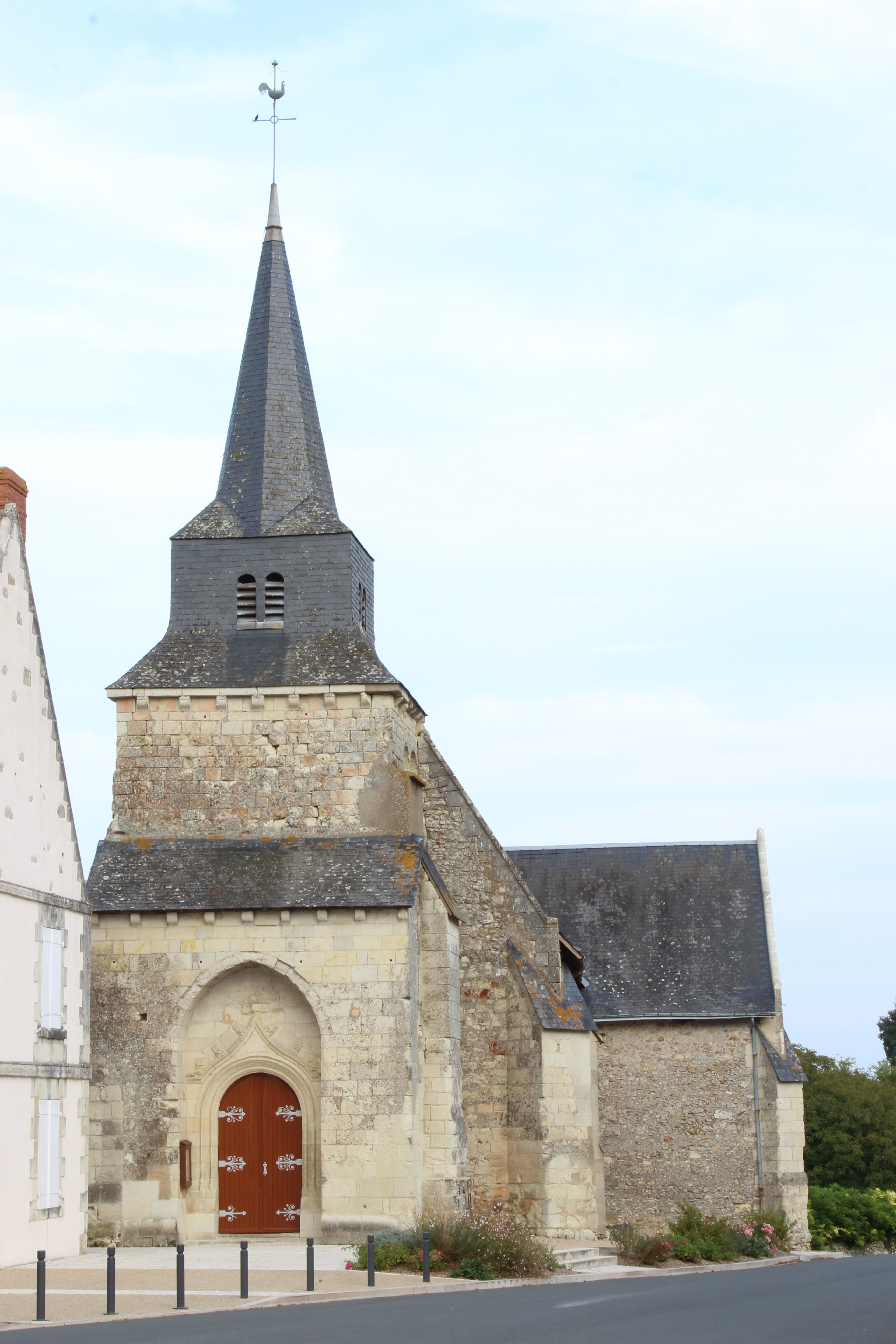
Kirche Saint-Rémi